# آی‌اواس ۱۱
آی‌اواس ۱۱ (به انگلیسی: iOS 11) یازدهمین نسخهٔ اصلی از سیستم عامل آی‌اواس است که توسط شرکت اپل توسعه یافته‌است؛ که آن را می‌توان جانشینی برای آی‌اواس ۱۰ دانست.
در آی‌اواس ۱۱ تغییرات مهم طراحی برای سیستم عامل معرفی می‌کند. قفل کردن صفحه نمایش و مرکز اطلاع‌رسانی هم ترکیب می‌شوند، اجازه می‌دهد تمام اطلاعیه به‌طور مستقیم بر روی صفحه نمایش قفل برای اسکرول به بالا و پایین برای نشان دادن یا مخفی کردن محتوا نمایش داده می‌شود، با گزینه. صفحات مختلف از مرکز کنترل به یک صفحه یکپارچه، با توانایی به 3D لمسی آیکون برای گزینه‌های بیشتر، و کاربران می‌توانند تنظیمات نشان داده شده‌است را سفارش کنند. به فروشگاه App دریافت تعمیرات اساسی بصری، آوردن تمرکز بیشتر بر روی محتوای سرمقاله و برجسته روزانه. A «فایل» مدیریت فایل برنامه برای سازمان از فایل‌های محلی و فایل‌های ذخیره شده در سرویس‌های ابری در دسترس است. به اپل دریافت منحصر به فرد گسترش ویژگی‌های نرم‌افزار، از جمله حوض همیشه در دسترس نرم‌افزار، پشتیبانی از فایل‌های کشیدن و رها کردن بین برنامه‌ها، و یک رابط چند وظیفه‌ای جدید نشان برنامه‌های متعدد در یک بار. سیری قادر به ترجمه بین زبان، به صدای انسان بیشتر از ویژگی‌های، و استفاده از یک تکنیک حفظ حریم خصوصی فکر «بر روی دستگاه یادگیری» برای درک بهتر منافع یک کاربر و ارائه پیشنهادها بهبود خواهد شد. دوربین تنظیمات جدید برای بهبود عکس حالت عمودی از ویژگی‌های و فناوری رمزگذاری جدید به منظور کاهش اندازه عکس و ویدئو استفاده کنید. پیام با آیکلاد برای پیام به‌طور کامل هماهنگ در سراسر iOS و MacOS در دستگاه‌های یکپارچه، و اپل پرداخت پرداخت شخص به شخص حمایت می‌کنند.

## تاریخچه

### معرفی و انتشار اولیه
آی‌اواس ۱۱ در اپل کنفرانس توسعه دهندگان جهانی سخنرانی در تاریخ ۵ ژوئن، ۲۰۱۷ معرفی شد. به اولین توسعه دهنده پس از سخنرانی نسخه بتا منتشر شد، با بتا عمومی بعد از آن در اواخر ژوئن ۲۰۱۷ تعیین شده برای آزادی، و یک نسخه نهایی برای کاربران نهایی در پاییز ۲۰۱۷.

## ویژگی‌های سیستم

### قفل کردن صفحه نمایش
قفل کردن صفحه نمایش و مرکز اطلاع‌رسانی هم ترکیب می‌شوند، اجازه می‌دهد تا به کاربران برای دیدن همه اطلاعیه‌ها به‌طور مستقیم در صفحه نمایش قفل. پیمایش بالا و پایین خواهد شد یا نمایش یا عدم نمایش اطلاعیه

### control center
مرکز کنترل یک طراحی مجدد قابل توجهی دریافت می‌کند، متحد صفحات مختلف آن را به یکی و کاربران اجازه می‌دهد به 3D لمسی آیکون برای گزینه‌های دکمه‌های اضافی. لغزنده به کاربران اجازه تنظیم حجم و روشنایی
- مرکز کنترل قابل تنظیم از طریق برنامه تنظیمات است و اجازه می‌دهد تا برای طیف وسیع تری از ویژگی‌های تنظیمات نشان داده شود،[۸] به[۹]
- خدمات تلفن همراه، پایین حالت قدرت، و یک میانبر به نرم‌افزار یادداشت[۱۰]

## دستگاه‌های پشتیبانی شده
| آیفون - آیفون ۵اس - آیفون ۶ - آیفون ۶ پلاس - آیفون ۶اس - آیفون ۶اس پلاس - آیفون اس‌ای - آیفون ۷ - آیفون ۷ پلاس | آی‌پاد تاچ - آی‌پاد تاچ (نسل ششم) | آی‌پد - آی‌پد (نسل چهارم) - آی‌پد ایر - آی‌پد ایر ۲ - آی‌پد پرو ۱۲٫۹ - آی‌پد پرو ۹٫۷ | آی‌پد مینی - آی‌پد مینی (نسل چهارم) |  |

## لینک دانلود ios11 بتا
وبگاه رسمی